# Fleischgabel

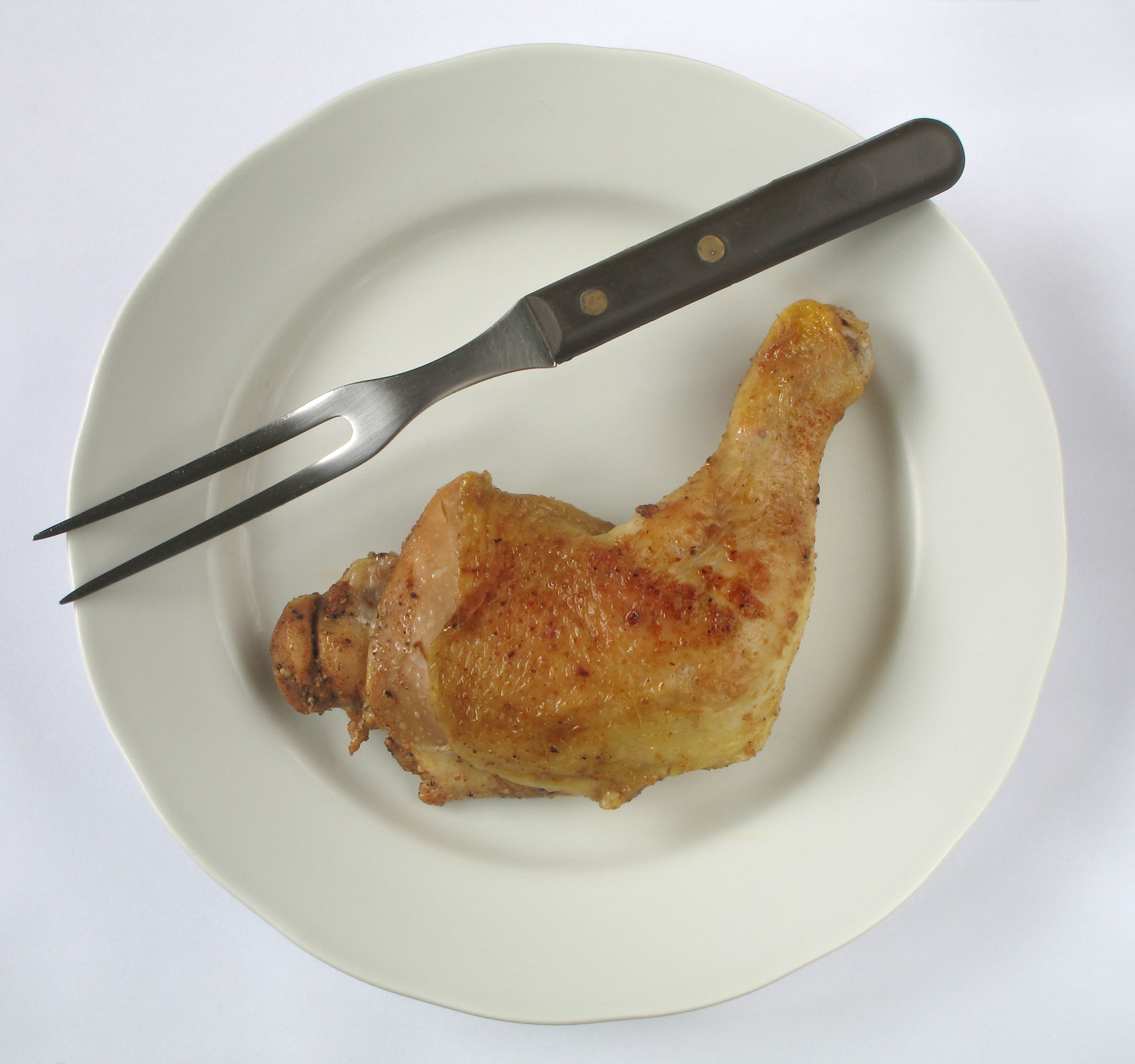
Fleischgabel und gebratene Hühnerkeule

Eine Fleischgabel ist eine langstielige bzw. mit einem langen Griff ausgestattete Gabel mit zwei langen Zinken, die meistens beim Braten und teils auch beim Grillen von Fleisch genutzt wird. Sie ist nicht zu verwechseln mit einer Tranchiergabel, die in der Regel einen kürzeren Griff sowie teils noch längere Zinken hat und die beim Tranchieren von Fleisch verwendet wird. Fleischgabeln sind in verschiedenen Ausbildungen und Längen im Handel erhältlich. Sie bestehen meistens aus Metall; heute werden sie in der Regel aus poliertem Edelstahl gefertigt und mit einem Griff oder Griffschalen aus Kunststoff ausgestattet.
Fleischgabeln werden verwendet, um Bratenstücke zu wenden; aber auch um zu sehen, ob Fleischsaft austritt, was bedeutet, dass das Fleisch noch nicht durchgebraten ist. Die Gefahr, dass der Koch sich dabei durch heißes, spritzendes Fett verbrennt, wird durch die besondere Ausbildung mit einem relativ langen Stiel oder Griff verhindert bzw. zumindest reduziert.